# 2024 en Espagne
Chronologie de l'Espagne
- 2020
- 2021
- 2022
- 2023
- 2024
- 2025
- 2026
- 2027
- 2028

Cet article présente les faits marquants de l'année 2024 en Espagne.
L'année 2024 en Espagne est marquée par des inondations  spectaculaires  et meurtrières, principalement dans la région de Valence. La population perd confiance aux autorités et demande la démission du président de la Généralité valencienne, Carlos Mazón, pour sa gestion jugée inconséquente. Le couple royal, Felipe VI et Letizia Ortiz, ainsi que le premier ministre, Pedro Sánchez, en visite sur les lieux du sinistre, sont accueillis par des jets de boue, face à une population en colère qui se considère abandonnée. Le parc naturel de l'Albufera se voit pollué par des tonnes de détritus ramenés par les crues.
Plus de 10 400 migrants meurent cette année en tentant de rejoindre l'Espagne dans des embarcations de fortune en Méditerranée. Une augmentation de 58 % de décès par rapport à l'année précédente selon l'association Caminando Fronteras (es).

## Événements

### Janvier
- 26 janvier : 11e cérémonie des prix Feroz à Saragosse.

### Février
- 10 février : 38e cérémonie des Goyas à Valladolid.
- 18 février : élections au Parlement de Galice.

### Avril
- 21 avril : élections au Parlement basque.

### Mai
- 12 mai : élections au Parlement de Catalogne.

### Juin
- 9 juin : élections européennes.

### Juillet
- 31 juillet : vingt-six personnes sont arrêtées à Madrid, Malaga et Tolède par la police espagnole pour avoir dirigé un réseau de trafic sexuel qui a abusé de plus de 600 femmes ; 32 femmes sont libérées pendant l'opération[3].

### Août
- 8 août : après avoir fait une brève apparition publique à Barcelone lors de la séance d'investiture de Salvador Illa, Carles Puigdemont parvient à s'échapper et rejoindre la Belgique[4].
- 17 août au 8 septembre : Tour d'Espagne.

### Septembre
- 28 septembre : au moins neuf personnes sont tuées, 48 autres sont portées disparues, et 27 sont secourues, après le naufrage d'un bateau transportant des migrants au large des îles Canaries[5].

### Octobre
- 30 octobre : au moins 211 personnes sont tuées dans des inondations, principalement  dans la Communauté valencienne.

### Novembre
- 6 novembre : un policier, chargée de la lutte contre le blanchiment, est arrêté pour trafic de drogue[6].
- 9 novembre : des dizaines de milliers de manifestants à Valence, et autres villes importantes d'Espagne, demandent la démission du président de la Généralité valencienne, Carlos Mazón, désigné comme responsable de la mauvaise gestion des inondations du 30 octobre. Quelques heurts éclatent entre les manifestants et la police[7].
- 15 novembre : 10 mort dans l'incendie d'un centre accueillant des personnes souffrant de troubles mentaux[8].
- 27 novembre : une explosion dans une usine de production de polystyrène expansé proche d'Ibi fait trois mort et sept bléssés[9].

## Décès

### Janvier
- 2 janvier : Carmen Valero - Athlète espagnole spécialiste du cross-country.
- 9 janvier : Fernando García Ramos - Poète et sculpteur espagnol.
- 10 janvier : César Alierta - Avocat et homme d'affaires espagnol.
- 14 janvier : Ricardo Alós - Footballeur espagnol.
- 18 janvier : Trini Tinturé - Dessinatrice de bande dessinée et illustratrice espagnole.

### Février
- 2 février : Lorenzo Olarte, homme politique
- 6 février : Miguel Ángel, footballeur
- 13 février : Maxime Kouzminov,  pilote d'hélicoptères russe assassiné en Espagne
- 14 février : José Lladó, homme politique
- 15 février : 
  - Gérard Barray, acteur français mort en Espagne
  - Enrique Badía Romero, auteur de bande dessinée
  - Jenny Staley, joueuse de tennis australienne morte en Espagne
- 17 février  : Juan María Uriarte, homme d'Église

### Mars
- 4 mars : Ramón Masats, photographe
- 14 mars : Frank Darcel, écrivain, musicien et producteur de musique français mort en Espagne
- 22 mars : Francisco Gil Craviotto, écrivain
- 23 mars : Silvia Tortosa, actrice, chanteuse et présentatrice

### Avril
- 5 avril : Jeroni Brasal Vera, joueur de rink hockey
- 6 avril : José Alberto Martín-Toledano, homme politique
- 8 avril : José Antonio Ardanza, homme politique
- 9 avril : Jaime de Armiñán, réalisateur
- 12 avril : Santiago Dexeus, gynécologue
- 16 avril : Josep Maria Terricabras, homme politique
- 21 avril : Pierre Gonnord, photographe portraitiste français mort en Espagne
- 26 avril : Francisco Rico, philologue

### Mai
- 4 mai : Ignacio Bayón, homme politique
- 5 mai : Olivier Masurel, voltigeur aérien français mort en Espagne
- 9 mai : Luis Romany, architecte
- 12 mai : Javier Manterola, ingénieur
- 14 mai : Ramón Rocha, homme politique
- 17 mai : Roberta Marrero, écrivaine et poète
- 23 mai : Ángeles Flórez Peón, femme politique et écrivaine

### Juin
- 19 juin : Jesús Aparicio-Bernal, homme politique
- 23 juin : José Ramón Ramos, joueur de basket-ball
- 27 juin : Cristina Alberdi, femme politique

### Juillet
- 6 juillet : 
  - Mirta Díaz-Balart, première épouse de Fidel Castro
  - Juan Miguel Villar Mir, homme politique
- 17 juillet : Rosa Regàs, romancière
- 20 juillet : Manuel Laínz, prêtre jésuite
- 23 juillet : Teresa Gimpera, actrice
- 26 juillet : Salustiano del Campo Urbano, sociologue
- 27 juillet : Mariano Haro, athlète
- 29 juillet : Paco Camino, matador

### Août
- 4 août : Miguel Ángel Gómez Martínez, chef d'orchestre
- 6 août : Jaume Alomar, coureur cycliste
- 16 août : Clara María González de Amezúa, écrivaine
- 19 août : Maria Branyas Morera, supercentenaire américano-espagnole
- 29 août : Javier Gómez-Navarro, homme politique

### Septembre
- 1er septembre : Àngels Martínez Castells,  femme politique
- 4 septembre : Xabier Añoveros Trías de Bes, universitaire
- 6 septembre : Armand de Fluvià, généalogiste et héraldiste
- 9 septembre : Xavier Oriach,  peintre
- 14 septembre : Fernando Puche, homme d'affaires
- 22 septembre : José Grande, coureur cycliste
- 24 septembre : Julián Muñoz, homme politique
- 26 septembre : Vazquez de Sola, dessinateur

### Octobre
- 1er octobre : Zenón Franco Ocampos, un joueur d'échecs paraguayen mort en Espagne
- 9 octobre : Elisa Montés, actrice

### Novembre
- 17 novembre : Orestes Rodríguez, joueur d'échecs péruvien mort en Espagne
- 24 novembre : Félix Manuel Pérez Miyares, avocat, professeur d'université et homme politique
- 25 novembre : Pedro Agramunt, homme politique
- 30 novembre : José Pinto Rosas, footballeur.

### Décembre
- 4 décembre :  Birgitte de Suède, membre de la famille royale de Suède morte en Espagne
- 14 décembre : Isak Andic, homme d'affaires espagnol d'origine turque
- 17 décembre : 
  - Marisa Paredes, actrice
  - Enric Bataller i Ruiz, homme politique
  - Jusèp Amiell Solè, prêtre et écrivain
- 19 décembre : Federico Mayor Zaragoza, homme politique, scientifique, diplomate et poète
- 23 décembre : Dalmacio Negro Pavón, professeur de sciences politiques et d'histoire des idées
- 24 décembre : Alfredo Fiorito, disc jockey et producteur de musique électronique argentin mort en Espagne